# Onitis caffer
Onitis caffer es una especie de escarabajo del género Onitis, familia Scarabaeidae. Fue descrita científicamente por Boheman en 1857.
Se distribuye por la región afrotropical. Habita en Mozambique, República de Sudáfrica, en Gauteng, Mpumalanga, Cabo Oriental, Cabo Occidental, Cabo Norte y KwaZulu y Lesoto.